# Militärische Aufklärung der Nationalen Volksarmee
Die Militärische Aufklärung der Nationalen Volksarmee war ein Instrument der militärischen Führung der Deutschen Demokratischen Republik zur Beschaffung, Bearbeitung, Analyse und Bewertung von Informationen zur militärpolitischen und militärischen Lage auf hoher militärischer und politischer Ebene möglicher Konfliktgegner, um durch rasche Auswertung der Nachrichten zu einer aktuellen Lagebeurteilung und Feindbeurteilung zu kommen.
Die Bezeichnung dieses militärischen Nachrichtendienstes (Mil. ND bzw. MIL-ND) wurde in der Zeit seines Bestehens mehrmals geändert.

## Allgemeines
Die Organisation umfasste zuletzt 1270 hauptamtliche Mitarbeiter zuzüglich 1620 Angehöriger des Funkaufklärungsregiments-2 in Dessau.

### Decknamen
Die Decknamen des Dienstes waren:
- 1952–1953 Verwaltung für Allgemeine Fragen
- 1953–1956 Verwaltung 19 (Synonyme: Dienststelle 1000, Verwaltung 1000)
- 1956–1959 Verwaltung für Koordinierung
- 1959–1964 12. Verwaltung
- 1964–1984 Verwaltung Aufklärung
- 1984–1990 Bereich Aufklärung
- 1990 Informationszentrum des Ministeriums für Abrüstung und Verteidigung

### Leiter
Leiter waren:
- 1952–1957 Generalmajor Karl Linke
- 1957–1959 Oberst Willy Sägebrecht
- 1959–1974 Generalleutnant Arthur Franke
- 1974–1982 Generalleutnant Theo Gregori
- 1982–1990 Generalleutnant Alfred Krause
- 199000000 Oberst Manfred Zeise

Im gedeckten Nachrichtenverkehr hatte der Bereich Aufklärung als Teil des Ministeriums für Nationale Verteidigung den Namen „Wostok 21“. Sein letzter Standort lag bis zur Auflösung 1990 in Berlin-Köpenick.

## Hintergrund und Aufstellung
Hervorgegangen ist die „Militärische Aufklärung der NVA“ aus der 1950 gegründeten Aufklärungsabteilung der Kasernierten Volkspolizei (KVP). Dieser frühe Militärische Nachrichtendienst wurde nach dem Aufstand des 17. Juni 1953 in die einheitliche militärische Führung einbezogen.
Am 23. Juni 1953 beschloss der Ministerrat der DDR, das Kommando über die damalige KVP, die Volkspolizei-See (VP-See) und die Volkspolizei-Luft (VP-Luft) an Generalleutnant Heinz Hoffmann zu übertragen. Damit ging auch die Verantwortung für die Militäraufklärung an den späteren Verteidigungsminister der DDR über.
Entsprechend der sowjetischen Militärtradition wurde mit der Gründung der NVA 1956 ein militärischer Nachrichtendienst (militärischer Aufklärungsdienst) eingerichtet, bei der die GRU Pate stand. Von dem jungen Ministerium für Staatssicherheit argwöhnisch als unliebsamer Konkurrent betrachtet, setzte sich aber das sowjetische Militär durch und sorgte formal für eine relative Unabhängigkeit der militärischen Aufklärung, die direkt dem Hauptstab der NVA referierte.

## Auftrag
Der Hauptauftrag des Militärgeheimdienstes der DDR war die „Verhinderung der Überraschung durch den Gegner“. Der Auftrag der militärischen Aufklärung, der sich daraus ergab, bestand in erster Linie darin, die Lage in Bezug auf potentielle Gegner zu erkunden und deren Zustand, Möglichkeiten und Absichten zu erforschen. Dabei unterschied man in:
- Hauptländer
- Nebenländer
- Drittländer

Innerhalb dieser Länder lagen 1988 allein 17 „Räume mit besonderer Aufmerksamkeit“, in denen sich Hauptobjekte und Beobachtungsobjekte der Aufklärung befanden. Auf dem Gebiet der Bundesrepublik Deutschland waren dies in den 1980er Jahren etwa 1700 Objekte. Für die Staats- und Parteiführung der DDR und für die militärische Leitung hatte der militärische Nachrichtendienst strategische Bedeutung. Ziele und Aufträge der Verwaltung Aufklärung wurden vom Ministerium für Nationale Verteidigung festgelegt. Die Hauptanstrengungen der Verwaltung Aufklärung galten im Wesentlichen der Aufklärung der NATO-Streitkräfte in den Kommandobereichen Europa Mitte und Ostseezugänge. Sie waren insbesondere auf die strategischen Richtungen Berlin, Osnabrück und Brüssel sowie Leipzig, Frankfurt/Main und Nancy zu konzentrieren. Für die Aufklärungstiefe wurde eine Begrenzung von 400 bis 600 Kilometer, die Operationszone der Volksmarine (VM) einbezogen, festgelegt. Als ständige Räume besonderer Aufmerksamkeit waren ein Streifen zwischen der Staatsgrenze der DDR und CSSR zur Bundesrepublik Deutschland und die Linie Hamburg-Soltau-Hannover-Paderborn-Marburg-Nürnberg, dazu das Territorium von Berlin (West), definiert.
Die Spionageabwehr gehörte nicht zu den Aufgaben der militärischen Aufklärung, sondern fiel in die Zuständigkeit des Ministeriums für Staatssicherheit („Verwaltung 2000“ bzw. „Linie I“).

## Organisation

### Unterstellung
Dieser Nachrichtendienst unterstand dem Stellvertreter des Ministers und Chef des Hauptstabes des Ministeriums für Nationale Verteidigung (MfNV). Die Truppenaufklärung war im MfNV unter der Bezeichnung „Verwaltung Aufklärung“ personell und organisatorisch vom militärischen Nachrichtendienst der NVA bis zum Jahre 1964 getrennt. Bis dahin gab es einen Chef Aufklärung im Hauptstab des MfNV und einen Chef der 12. Verwaltung. Die 12. Verwaltung und die Verwaltung Aufklärung wurden am 1. September 1964 zusammengefasst. Der Chef der neuen Verwaltung Aufklärung war von nun an in Personalunion Chef Aufklärung des Ministeriums für Nationale Verteidigung.

### Gliederung
Die Militärische Aufklärung der Nationalen Volksarmee gliederte sich 1988 in die vier Organisationselemente „Stab“, „Agenturische Aufklärung“, „Strategische Aufklärung“ und „Operativ-Taktische Aufklärung“.

#### Stab
Als Stabsorgane waren dem Chef des Bereichs Aufklärung unmittelbar unterstellt:
- Abteilung für Grundsatzfragen
Hier wurden von knapp zehn Mitarbeitern Grundsatz- und Führungsentscheidungen sowie Planungs- und internationale Aufgaben für den Chef Aufklärung vorbereitet und dessen Posteingänge und -ausgänge bearbeitet.
- Abteilung Operative Sicherstellung und Kontrolle
Die Abteilung (ca. 30 Mitarbeiter) bestand aus den Arbeitsgruppen Operative Reisetätigkeit, Sicherheitslage, Dokumente und Sicherstellung. Die Stabsabteilungen waren in alle sicherheitsrelevanten Belange einbezogen und hatten damit eine hohe operative Bedeutung, da hier sowohl die agenturischen Kenntnisse als auch die militärischen Geheimnisse am höchsten konzentriert waren.[8]

Mitarbeiter (Auswahl)
- Alfons Hexamer, Kapitän zur See
- Günter Weiß, Oberst
- Werner Brettschneider, Oberst
- Jochen Kelling, Oberst

#### Agenturische Aufklärung
(1984 umbenannt in 1. Verwaltung)
Die Aufgaben der Ende der 1980er Jahre etwa 160 Mitarbeiter umfassenden Verwaltung bestanden in der Beschaffung von Aufklärungsaufgaben über die NATO-Führungsorgane (militärische und militärpolitische Dokumente über Pläne und Absichten des Gegners), die Streitkräfte der Bundesrepublik Deutschland und die dort stationierten NATO-Streitkräfte mit menschlichen Quellen (HUMINT). Informanten können in drei Kategorien eingeteilt werden:
Erstens sogenannte Spezialkadern (SK). Dies waren hauptamtliche Mitarbeiter, die ins Operationsgebiet entsandt wurden. Spezialkader wurde als Quelle im Objekt oder als illegaler Resident eingesetzt. Letztere haben einen konspirativer Zusammenschluss von Agenten (agenturisches Netz) bei der Beschaffung von Aufklärungsangaben aus Aufklärungsobjekten angeleitet und die Informationen an die Führungsstelle übermittelt. Eine Sonderform des Spezialkaders war der sogenannte Legalist (SK-L), der als Mitarbeiter eines DDR-Unternehmens oder einer DDR-Auslandsvertretung legalisiert und zeitlich begrenzt wiederholt eingesetzt wurde.
Zweitens Agenturische Mitarbeiter (AM), gemäß der Anordnung AO 10/86 „geeignete, befähigte, überprüfte und auf der Basis unterschiedlicher Motive fur die strategische Agenturaufklärung geworbene und mit konspirativen Mitteln und Methoden geführte Bürger des Aufklärungslandes bzw. ein dort lebender Ausländer“. Bevor sie endgültig als AM kategorisiert und gefuhrt wurden, wurden sie als „Vorgesehener (V)“ und sodann als „Fester Vorgesehener (FV)“ bearbeitet. Die AM waren unterteilt in AM-Q/Quelle; AM-OB/Objektbeobachter; AM-MA/Marschaufklärer; AM-PK/Perspektivkandidat;
AM-Re/Resident; AM-K/Kurier; AM-F/Funker; AM-E/W (Ermittler/Werber); AM-Qu/Quartiergeber; AM-PS/Poststelle; AM-TS/Telefonstelle; AM-AS/Anlaufstelle; AM-ÜS/Übergabestelle; AM-D/Depot oder AM-OP/Originalperson.
Die dritte Kategorie waren Inoffizielle Mitarbeiter (IM). Auf dem Gebiet der DDR waren sie im sogenannten Hilfsnetz vorwiegend als Quartiergeber zur Durchführung von Treffs bzw. als Post- und/oder Telefonstelle zur Weiterleitung von schriftlichen oder mündlichen Mitteilungen an die Zentrale tätig. Im westlichen Ausland kamen IM vor allem als Instrukteur (IM-I) zur persönlichen Instruktion und Ausbildung von AM sowie als Kurier (IM-K) zur Übermittlung von Aufträgen und Entgegennahme von Aufklärungserkenntnissen mit persönlicher oder unpersönlicher (Versteck/Depot) Materialübergabe zum Einsatz. Der Ermittler bzw. Werber (IM-E/W) war mit der Ermittlung, Kontaktierung und Werbung sowie mit der Überprüfung von AM beauftragt. Ein IM-A führte selbst Aufklärungsaufträge durch.
Zur 1. Verwaltung gehörten Außenstellen in 10 Bezirken der Deutschen Demokratischen Republik.
Leiter waren
- 1955–1960 Erich Ripperger, Oberst
- 1960–1975 Eberhard Lehmann, Oberst
- 1975–1980 Heinz Hofmann, Oberst
- 1980–1982 Eberhard Siewert, Oberst
- 1982–1983 Roland Wunder, Oberst
- 1983–1988 Heinz Hofmann, Generalmajor
- 1988–1990 Harry Schreyer, Oberst

Mitarbeiter (Auswahl)
- Helmut Hannusch, Oberst
- Siegfried Hoppe, Kapitän zur See
- Heinz Köhler, Oberst
- Fritz Küchler, Oberst
- Ernst Lauschke, Oberst
- Klaus Meinicke, Oberst
- Kurt Merkwirth, Oberst
- Rolf Pechstein, Oberst
- Dieter Wieckhusen, Oberst
- Helmut Zerbock, Oberst

#### Strategische Aufklärung
(1984 umbenannt in 2. Verwaltung)
Mitte der 1980er Jahre hatte die 2. Verwaltung knapp 250 Mitarbeiter, mit denen die Aufklärung gegen die NATO außerhalb der BRD geführt, durch die Militärattachés und Residenturen unter offizieller Deckung insbesondere in Krisenräumen weltweit betrieben sowie die Beziehungen zu den Armeen der Gastgeberländer gepflegt wurden. Die Verwaltung hatte ihre Mitarbeiter in 49 Staaten. Dazu gehörten 34 Militärattachéapparate, 6 Zweitakkreditierungen und 9 durch Legalisten besetzte Residenturen.
Leiter waren
- 1967–1972 Eberhard Bauer, Oberst
- 1972–1980 Eberhard Siewert, Oberst
- 1980–1981 Roland Wunder, Oberst
- 1981–1983 Heinz Hofmann, Generalmajor
- 1983–1988 Harry Rathmann, Generalmajor
- 1988–1990 Günter Oldenburg, Generalmajor
- 1990–1990 Jura Hoffmann, Oberst

Mitarbeiter (Auswahl, außer Militärattachédienst)
- Werner Denn, Oberst
- Klaus Ebert, Oberstleutnant
- Hans-Jürgen Gericke, Kapitän zur See
- Peter Mühle, Oberst
- Hans-Dieter Nowak, Oberst
- Frank Wimmer, Oberstleutnant
- Werner Zelt, Oberstleutnant

Militärattachés

#### Operativ-Taktische Aufklärung
(1984 umbenannt in 3. Verwaltung)
Die Truppenaufklärung war bis 1964 im Ministerium für Nationale Verteidigung unter der Bezeichnung „Verwaltung Aufklärung“ personell und organisatorisch vom militärischen Nachrichtendienst der NVA getrennt. Bis dahin gab es einen Chef Aufklärung im Hauptstab des MfNV und einen Chef der 12. Verwaltung.
1964 wurden die Truppenaufklärung als „Stellvertreterbereich Operativ-taktische Aufklärung“ (OTA) in die 12. Verwaltung integriert, die dann ab 1966 als Verwaltung Aufklärung bezeichnet wurde. [20].
1984 wurde aus dem Stellvertreterbereich die 3. Verwaltung (Operativ-taktische Aufklärung) mit etwa 50 Mitarbeitern.
Die 3. Verwaltung war für die operativ-taktische Aufklärung, die Truppenaufklärung, zuständig.
Sie umfasste Beobachtung, Fern-, Artillerie-, Pionier-, Chemische Aufklärung, Luftaufklärung, Seeaufklärung, Grenzaufklärung sowie die Funkelektronische und Funkmessaufklärung. Dazu kam die Anleitung und Kontrolle der Aufklärungskräfte der Teilstreitkräfte der NVA und die Koordinierung der Einsätze der teilstreitkräftebezogenen Aufklärungskräfte mit den Aufklärungskräften des Funkaufklärungsregiment-2 für die funk- und funktechnische Aufklärung des Gegners. Dieses Regiment hatte in Zusammenarbeit mit dem Informationsdienst des Bereichs Aufklärung auch die Teilstreitkräfte und die Lehreinrichtungen der NVA mit Erkenntnissen über den Gegner zu versorgen.
Eine weitere Aufgabe war die Dekryptierung von gegnerischen Codes und Schlüsseln. Schließlich hatte diese Verwaltung Geräte zur Aufklärung zu entwickeln.
Anfang 1990 wurde diese Verwaltung wieder aus dem Bereich Aufklärung ausgegliedert und als selbständige „Verwaltung für Truppenaufklärung“ (VTA) dem Chef des Hauptstabes unterstellt.
Leiter waren
- 1951–1957 Herbert Scheibe, Generalleutnant
- 1957–1975 Wolfgang Seidel, Oberst
- 1975–1982 Helmut Prescher, Oberst
- 1982–1990 Gerhard Rother, Generalmajor

Mitarbeiter (Auswahl)
- Wolfgang Enderlein, Oberst
- Hans Fiehberg, Oberstleutnant
- Günter Haupt, Oberst
- Holger Leuschner, Oberst
- Wolfgang Ludwig, Oberst
- Rainer Matthes, Oberst
- Werner Thomas, Oberst
- Horst Rittermann, Oberst

#### Operative Sicherstellung
(ab 1984 Verwaltung Operative Sicherstellung)
Die Sicherstellung der operativen Arbeit war von Anfang an fester Bestandteil der Militärischen Aufklärung der Nationalen Volksarmee. Im Zuge der Umstrukturierung der Verwaltung Aufklärung in den Bereich Aufklärung entstand dann 1984 die Verwaltung Operative Sicherstellung mit etwa 340 Mitarbeitern. Neben dem Sekretariat und der VS-Stelle gehörten die beiden Abteilungen Operative Technik und Nachrichten sowie die vier Unterabteilungen Beschaffung, Versorgung, Kfz und Operativ dazu. Anfang 1990 wurde diese Verwaltung wieder aus dem Bereich Aufklärung ausgegliedert und als selbständige „Verwaltung für Truppenaufklärung“ (VTA) dem Chef des Hauptstabes unterstellt.
Leiter waren
- 1952–1953 Robert Schicht, Oberstleutnant
- 1953–1955 ?
- 1955–1958 Siegfried Dombrowski, Oberstleutnant
- 1958–1960 Willi Rösler, Oberstleutnant
- 1960–1963 Erich Ripperger, Oberst
- 1964–1975 Wolfgang Seidel, Oberst
- 1975–1989 Willhelm Schönke, Oberst
- 1989–1990 Alfred Bujak, Oberst

Mitarbeiter (Auswahl)
- Dieter Buhlik, Oberst
- Werner Gericke, Oberst
- Dieter Hass, Oberstleutnant
- Hermann Jäger, Oberstleutnant
- Kurt Lewinski, Oberstleutnant
- Rolf Medefind, Oberst
- Hermann Nagorski, Oberstleutnant
- Paul Petrolat, Oberst
- Georg Salzwedel, Fähnrich

Die Abteilung Operative Technik hatte der 1. und 2. Verwaltung auf dem Gebiet des Containerbaus, der Geheimschreibmittel, der operativen Fotografie und der Dokumentenanfertigung zuzuarbeiten. Die Abteilung Nachrichten war für die Bereitstellung aller Fernmeldeverbindungen (Draht und Funk) und für den Militärischen Nachrichtendienst verantwortlich.

#### Informationsdienst
Dieser Dienst war mit seinen 130 Mitarbeitern (Stand 1984) für die Aufbereitung und Auswertung der gesammelten Daten und das Ermitteln von komplexen Erkenntnissen zuständig. Mit immer kürzeren Reaktionszeiten auf mögliche Raketenangriffe der NATO erhöhte sich der Zeitdruck für den Informationsdienst, sichere Daten zu liefern, stetig. (siehe dazu auch RJaN)
Leiter waren
- 1952–1956 Helmut Appelt, Major
- 1956–1988 Alexander Karin, Generalmajor
- 1988–1990 Kurt Gottwald, Generalleutnant
- 1990–1990 Manfred Zeise, Oberst

Mitarbeiter (Auswahl)
- Wolfgang Wolf, Oberst (NATO-Streitkräfte gesamt)
- Herbert Klein, Oberst (Militärpolitik)
- Hans-Dieter Michaelis, Kapitän zur See (NATO-Seestreitkräfte)
- Dietrich Trapp, Fregattenkapitän (NATO-Seestreitkräfte)
- Peter Heinzel, Oberstleutnant (NATO-Luftstreitkräfte und -Luftverteidigung)
- Rudolf Berghaus, Oberstleutnant (NATO-Luftstreitkräfte)
- Emil Schreier, Oberst (NATO-Landstreitkräfte)
- Gerhard Göricke, Oberstleutnant (Bundeswehr)
- Siegfried Mühle, Oberst (Militärtechnik, operativer Ausbau des Kriegsschauplatzes, Elektronische Kampfführung)
- Manfred Kneschke, Oberstleutnant (Militärhaushalte, Rüstungswirtschaft)

#### Militärwissenschaftliches Institut
Die 1952 gegründete Schule der Verwaltung Aufklärung in Klietz wurde 1979 zum Militärwissenschaftlichen Institut (MWI) der Nationalen Volksarmee, entsprach einer Fakultät der Militärakademie Friedrich Engels und hatte das Recht, den akademischen Abschluss des Diplom-Militärwissenschaftlers zu verleihen. Das MWI hatte den Auftrag, den personellen Nachwuchs für die 1. und 2. Verwaltung sowie für den Informationsdienst auszubilden und war dazu in Lehrstühle, Unterabteilungen und Arbeitsgruppen gegliedert. Die Forschungsarbeit konzentrierte sich darauf, die Erfahrungen und aus der Praxis gewonnenen Normativen der agenturischen und strategischen Aufklärung wissenschaftlich zu dokumentieren, analysieren, Optimierungsthesen und daraus Vorschläge für die Qualifizierung dieser Bereiche zu entwickeln.
Leiter waren
- 1980–1982 Manfred Zeise, Oberstleutnant
- 1982–1990 Eberhard Siewert, Generalmajor

Lehrer (Auswahl)
- Frank Bethge, Oberstleutnant
- Karl Fötsch, Kapitän zur See
- Führich, Oberst
- Kolbe, Oberst
- Köppke, Oberst
- Eberhard Wienmeister, Oberst

## Einrichtungen

### Kontrolle und Sicherung durch das MfS
Die Verwaltung Aufklärung wurde ebenso wie die Grenztruppen und die restliche NVA durch die Hauptabteilung I (MfS-Militärabwehr oder Verwaltung 2000) kontrolliert und abgesichert.

### Zentrale
Das erste Hauptquartier hatte die Militäraufklärung bis 1952 in der Neuen Schönholzer Straße 16 im Ost-Berliner Stadtbezirk Pankow. Dort waren alle Verwaltungen, bis auf die 3. Verwaltung (Truppenaufklärung), untergebracht. Diese befand sich in der damaligen Buchhornstraße in Berlin-Wendenschloß.
Ab April 1953 befand sich der Dienst in der Behrenstraße in Berlin-Mitte, da im vorherigen Domizil die Sicherheit nicht mehr gewährleistet werden konnte und die Räumlichkeiten nicht mehr ausreichten. Da dieses Objekt jedoch zu dicht an der Sektorengrenze lag, wurde es nach einem Beschluss des ZK der SED vom Februar 1956 wieder aufgegeben.
Bis 1957 befanden sich einige Abteilungen im „Objekt Wendenschloß“ in der Buchhornstraße 42–44 und in der Walter-Rathenau-Straße 21 in Grünheide. Nach der Flucht der Haushälterin von Karl Linke, welche über CIA-Verbindungen verfügte, wurden diese Objekte aufgegeben.
Unter strenger Geheimhaltung bezog die gesamte Verwaltung Aufklärung Ende 1957 ihr neues Domizil in der Regattastraße 12–28 in Berlin-Grünau. Auf Anweisung von Verteidigungsminister Stoph durfte das Objekt über keine sichtbaren Masten für Sendeanlagen verfügen und sollte äußerlich wie ein Institut oder eine Fachschule wirken. Hier wurde der Name „Verwaltung für Koordination“ verwendet.
Nach der Flucht von Oberstleutnant Siegfried Dombrowski im August 1958 nach West-Berlin musste dieses Objekt nach kurzer Zeit aus Sicherheitsgründen aufgegeben und gegen eine Zwischenlösung in der Schnellerstraße 139 in Berlin-Niederschöneweide getauscht werden. Aufgrund der dortigen ungünstigen Arbeitsbedingungen und entsprechender Bitten des Chefs der Militäraufklärung, Arthur Franke, stimmte Verteidigungsminister Heinz Hoffmann am 5. Februar 1968 einem Neubau zu. Dieses Objekt in der Oberspreestraße 61–63 in Berlin-Köpenick wurde 1972 bezogen und bis 1990 äußerlich als „Mathematisch-Physikalisches Institut der NVA“ gekennzeichnet von der militärischen Aufklärung der Nationalen Volksarmee genutzt.

### Funkaufklärungsregiment-2
Das Funkaufklärungsregiment-2 war auf dem Gelände der ehemaligen Junkers Flugzeug- und Motorenwerke in Dessau stationiert, hatte aber zahlreiche Außenstellen. Es war das stationäre Aufklärungsorgan der Verwaltung Aufklärung. Ab Ende 1989 führte das Regiment die Bezeichnung Zentraler Funkdienst.

## Methodik
Eine Spezialität der Organisation waren sogenannten Briefanbahnungen, bei der Quellen über fiktive Stellenanzeigen geworben werden sollten. Auch wurden fiktive Preisausschreiben veranstaltet, bei denen die Teilnehmer Angaben zur beruflichen Tätigkeit machen sollten. Nachrichtendienstlich interessante Zielpersonen wurden nach Ost-Berlin zur Entgegennahme der Gewinne eingeladen, wo die Anbahnung fortgesetzt wurde.

## Abwicklung
In den Jahren 1989 und 1990 wurde im Rahmen der Auflösung des Bereichs Aufklärung und der Nationalen Volksarmee auf Weisung von Rainer Eppelmann, des damaligen Ministers für Abrüstung und Verteidigung der Deutschen Demokratischen Republik, etwa ein Drittel der Aktenbestände vernichtet. Das betraf insbesondere Unterlagen, die agenturische Mitarbeiter im Ausland hätten enttarnen können.
Teile noch vorhandener Materialien wurden durch das Zentrum für Nachrichtenwesen der Bundeswehr 1999 ausgewertet und ebenfalls vernichtet. Die verbliebenen Bestände sind im Bundesarchiv-Militärarchiv in Freiburg eingelagert. Am 3. Oktober 1990 wurde das Personal des ehemaligen Bereichs Aufklärung um fast 50 % reduziert, nachdem im März des gleichen Jahres die Umbenennung in „Informationszentrum beim Ministerium für Abrüstung und Verteidigung“ erfolgt war. Das Informationszentrum stellte gleichzeitig seine Arbeit ein, wurde von der Bundeswehr übernommen und zum 31. Dezember 1990 vollständig aufgelöst.

## Informanten
Der MIL-ND führte im Frühjahr 1990 etwa 140 Agenturische Mitarbeiter außerhalb der DDR, davon 20 in Hauptobjekten, wovon wiederum die Hälfte sogenannte Spitzenquellen waren. Hinzu kamen mit Stand 1982 acht Spezialkader, 187 Inoffizielle Mitarbeiter im DDR-Ausland und 1187 Personen im Hilfsnetz in der DDR mit Stand 1988.
Spitzenquellen 1990 waren:
- Herbert Ludwig, Rechenzentrum der Bundeswehr Bad Neuenahr für das Materialamt des Heeres, fünf Jahre Freiheitsstrafe wegen Landesverrates
- Heinz-Helmuth Werner, von 1968 bis 1990 aktiv, Fernschreibstellen im Auswärtigen Amt, neun Jahre Freiheitsstrafe wegen Landesverrates
- Joachim Preuß und Gisela Preuß (Ehefrau), Decknamen Weißkopf bzw. Wandlitz, Zentraldruckerei des Luftwaffenamtes, zehn Jahre Freiheitsstrafe wegen Landesverrates
- Hans L. und Hans Wilhelm P., Decknamen Tresor bzw. Sammler, Amt für Studien und Übungen der Bundeswehr, vier Jahre und sechs Monate bzw. zwei Jahre Freiheitsstrafe wegen geheimdienstlicher Agententätigkeit
- Ulrich Steinmann, Deckname Esche, Baudirektor im Bundesministerium der Verteidigung, sechs Jahre Freiheitsstrafe wegen geheimdienstlicher Agententätigkeit
- Dieter Popp, von 1966 bis 1990 aktiv, u. a. im Umfeld des Planungsstabes des Bundesministeriums der Verteidigung, Deckname „Asriel“, sechs Jahre Freiheitsstrafe wegen geheimdienstlicher Agententätigkeit
- Wolfgang Nolte, Deckname Harry, Oberleutnant der Bundeswehr, sieben Jahre Freiheitsstrafe wegen Landesverrates
- Thomas H., Deckname Drache, Regierungsinspektor im Kreiswehrersatzamt in Detmold, ein Jahr und sechs Monate Freiheitsstrafe wegen geheimdienstlicher Agententätigkeit

Weitere bedeutsame Quellen waren:
- Herbert Sch. († 1992), Deckname Wuck, Hauptmann im Materialamt der Bundeswehr in Sankt Augustin
- Walter E., Deckname Fön, Quelle in Bremer Elektronikunternehmen[17]
- Gerd Löffler, Deckname Händler, von 1974 bis 1990 aktiv, Mitglied der Hamburgischen Bürgerschaft
- Harald und Hans W., Decknamen Waldinger bzw. Wotan, Oberkommissar der Polizei Berlin und sein Bruder, zwei bzw. ein Jahr Freiheitsstrafe wegen geheimdienstlicher Agententätigkeit
- Dietrich W., Deckname Zille, Falschidentität als Rainer Grube, Spezialkader, Resident von Herbert Ludwig in Koblenz
- Walter H., Deckname Hose, Bildjournalist
- Reinhold Ginolas, Deckname Arlt, Hauptmann der Bundeswehr[18], vier Jahre und sechs Monate Freiheitsstrafe wegen geheimdienstlicher Agententätigkeit
- Ulrich Schatte, Deckname Wurich, Oberleutnant der Reserve der Bundeswehr, drei Jahre und drei Monate Freiheitsstrafe wegen geheimdienstlicher Agententätigkeit
- Detlef S., Deckname Jochen, selbständiger Ingenieur
- Dieter Görsdorf (Herbert Fährmann), von 1967 bis 1974 aktiv gegen Einrichtungen der Bundesmarine[19][20]
- Egon Streffer, von 1969 bis 1989 aktiv, u. a. im Umfeld des Planungsstabes des BMVg, Deckname „Aurikel“[21]
- Hans-Günter und Gisela Wolf, Ehepaar, von 1967 bis 1973 in der Schweiz aktiv, Deckname „Kälin“[15][22]

## Hörfunk
- Thomas Gaevert: Die Supergeheimen – Der Militärische Nachrichtendienst der DDR. In: SWR2 Feature. 10. Januar 2018 (als Audio-Datei, 55:23 Minuten, und pdf-Manuskript, 172 kB).
- Thomas Gaevert über Günter Platzdasch: Agent aus Abenteuerlust ,broadcastcontrib-swr-16862.html